# ميخائيل سينادا
 ميخائيل سينادا كاهن اعتراف(توفي عام 818) يُنسب لمدينة سينّادا كأسقف لها منذ العام 784، وعمل على تمثيل الإمبراطورية البيزنطية في البعثات الدبلوماسية إلى كل من هارون الرشيد وشارلمان، وقام الإمبراطور ليون الخامس الأرمني بنفيه بسبب معارضته لتحطيم الأيقونات، وقامت الكنائس الأرثوذكسية والكاثوليكية الرومانية بتكريمه عن طريق جعل يوم 23 من شهر أيار يوم عيد له.